# MTV Unplugged – Live in Athens
MTV Unplugged – Live in Athens — пятый концертный альбом немецкой рок-группы Scorpions и 24-й по счёту в их карьере, выпущенный 29 ноября 2013 года.

## История записи

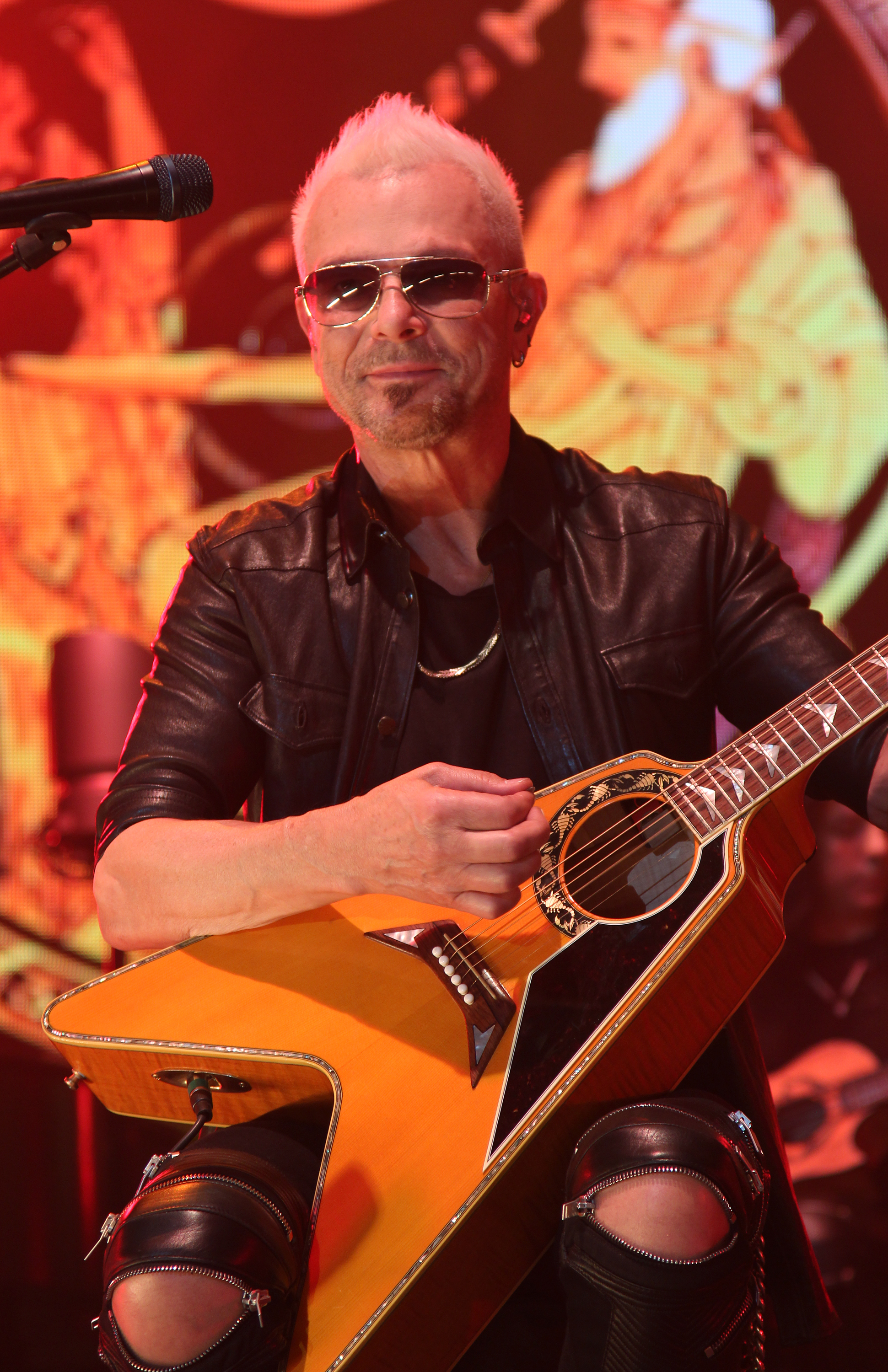
Концерт в Мюнхене, 2014 год

11—12 сентября 2013 года Scorpions сыграли два акустических сета в театре под открытым небом «Ликавит» в Афинах (Греция). Театр был построен по проекту греческого архитектора Такиса Зенотоса в 1965 году. Таким образом, театр является ровесником группы Scorpions. Он расположен на горе Ликавит высотой 300 м над уровнем моря, откуда открывается вид на греческий мегаполис. Но это было не единственной причиной, почему Scorpions выбрали Афины для проведение первого в истории MTV Unplugged open-air шоу.
«Когда к нам обратились с идеей играть в unplugged-шоу, мы сразу подумали о Греции» — вспоминает Клаус Майне. «У нас есть чудесные поклонники во всем мире, но греки — совершенно яростные фанаты» — добавил Маттиас Ябс.

## Список композиций
| №   | Название                                              | видео | Длительность |
| --- | ----------------------------------------------------- | ----- | ------------ |
| 1.  | «Sting in the Tail»                                   |       | 4:38         |
| 2.  | «Can’t Live Without You»                              |       | 3:53         |
| 3.  | «Pictured Life»                                       |       | 3:56         |
| 4.  | «Speedy’s Coming»                                     |       | 4:16         |
| 5.  | «Born to Touch Your Feelings» (feat. Dimitra Kokkori) |       | 6:14         |
| 6.  | «The Best Is Yet to Come»                             |       | 5:03         |
| 7.  | «Dancing with the Moonlight»                          |       | 3:58         |
| 8.  | «In Trance» (feat. Cäthe)                             |       | 4:34         |
| 9.  | «When You Came into My Life»                          |       | 5:04         |
| 10. | «Delicate Dance» (М.Ябс сольно)                       |       | 5:10         |
| 11. | «Love Is the Answer» (Р.Шенкер сольно)                |       | 4:30         |
| 12. | «Follow Your Heart» (К.Майне сольно)                  |       | 2:45         |

| №   | Название                                             | видео | Длительность |
| --- | ---------------------------------------------------- | ----- | ------------ |
| 1.  | «Send Me an Angel»                                   |       | 3:57         |
| 2.  | «Where the River Flows»                              |       | 3:58         |
| 3.  | «Passion Rules the Game»                             |       | 5:45         |
| 4.  | «Rock You Like a Hurricane»                          |       | 4:58         |
| 5.  | «Hit Between the Eyes»                               |       | 4:45         |
| 6.  | «Rock ’n’ Roll Band»                                 |       | 4:32         |
| 7.  | «Blackout»                                           |       | 4:57         |
| 8.  | «Still Loving You»                                   |       | 3:42         |
| 9.  | «Big City Nights»                                    |       | 4:31         |
| 10. | «Wind of Change» (с Мортеном Харкетом)               |       | 5:31         |
| 11. | «No One Like You»                                    |       | 4:39         |
| 12. | «When the Smoke Is Going Down»                       |       | 3:43         |
| 13. | «Where the River Flows» (studio version, бонус-трек) |       | 3:55         |

## Чарты
| Год  | Чарт                 | Позиция |
| 2014 | Billboard 200        | #113    |
| 2014 | Top Hard Rock Albums | #7      |
| 2014 | Independent Albums   | #27     |
| 2014 | Top Rock Albums      | #41     |